# Ruillé-sur-Loir
Pour les communes homonymes, voir Ruillé.
Ruillé-sur-Loir est une ancienne commune française, située dans le département de la Sarthe en région Pays de la Loire, peuplée de 1 145 habitants. Elle est devenue commune déléguée de Loir-en-Vallée le 1er janvier 2017.
La commune fait partie de la province historique du Maine, et se situe dans le Haut-Maine.

## Géographie
Ruillé-sur-Loir est un village situé à 45 km au sud-est du Mans et 47 km au nord de Tours.

### Communes limitrophes
| Courdemanche           | Saint-Georges-de-la-Couée, Vancé | La Chapelle-Gaugain |
| Lhomme                 | Ruillé-sur-Loir                  | Poncé-sur-le-Loir   |
| La Chartre-sur-le-Loir | Tréhet (Loir-et-Cher)            |                     |

## Toponymie
Le gentilé est Ruillacois.

## Histoire
Le 1er janvier 2017, la commune fusionne avec Lavenay, La Chapelle-Gaugain et Poncé-sur-le-Loir pour former la commune nouvelle de Loir-en-Vallée.

## Politique et administration
| Période                                  | Période          | Identité          | Étiquette | Qualité              |
| ---------------------------------------- | ---------------- | ----------------- | --------- | -------------------- |
|                                          |                  | M. Mercier        |           |                      |
|                                          | juin 1995        | Roger Maillet     |           |                      |
| juin 1995                                | mars 2008        | Claude Matrat     |           | Électricien          |
| mars 2008                                | mars 2014        | Gérard Marsollier | SE        | Agriculteur retraité |
| mars 2014                                | 31 décembre 2016 | Galiène Cohu      | DVD       | Économiste           |
| Les données manquantes sont à compléter. |                  |                   |           |                      |

## Démographie
En 2021, la commune comptait 1 145 habitants. Depuis 2004, les enquêtes de recensement dans les communes de moins de 10 000 habitants ont lieu tous les cinq ans (en 2006, 2011, 2016, etc. pour Ruillé-sur-Loir) et les chiffres de population municipale légale des autres années sont des estimations.
| 1793  | 1800  | 1806  | 1821  | 1831  | 1836  | 1841  | 1846  | 1851  |
| ----- | ----- | ----- | ----- | ----- | ----- | ----- | ----- | ----- |
| 1 223 | 1 155 | 1 296 | 1 572 | 1 475 | 1 443 | 1 455 | 1 440 | 1 373 |

| 1856  | 1861  | 1866  | 1872  | 1876  | 1881  | 1886  | 1891  | 1896  |
| ----- | ----- | ----- | ----- | ----- | ----- | ----- | ----- | ----- |
| 1 336 | 1 309 | 1 308 | 1 344 | 1 321 | 1 326 | 1 398 | 1 375 | 1 376 |

| 1901  | 1906  | 1911  | 1921  | 1926  | 1931  | 1936  | 1946  | 1954  |
| ----- | ----- | ----- | ----- | ----- | ----- | ----- | ----- | ----- |
| 1 428 | 1 411 | 1 313 | 1 297 | 1 309 | 1 314 | 1 276 | 1 274 | 1 340 |

| 1962  | 1968  | 1975  | 1982  | 1990  | 1999  | 2006  | 2011  | 2016  |
| ----- | ----- | ----- | ----- | ----- | ----- | ----- | ----- | ----- |
| 1 188 | 1 118 | 1 086 | 1 284 | 1 287 | 1 205 | 1 214 | 1 170 | 1 216 |

| 2019  | - | - | - | - | - | - | - | - |
| ----- | - | - | - | - | - | - | - | - |
| 1 216 | - | - | - | - | - | - | - | - |

## Enseignement
- Sœurs de la Providence de Ruillé-sur-Loir

## Économie
- Camping des Chaintres ouvert de mai à fin septembre.

## Lieux et monuments
- L'église Saint-Pierre-et-Saint-Paul, inscrite aux monuments historiques depuis 1999[8]
- Le manoir de l'Aurière, inscrit aux monuments historiques depuis 1983[9]
- Le château de la Ville

## Activité et manifestations
Le RED (Ruillacois en délire) 72 et son célèbre rallye vélo qui se déroule fin juin ou début juillet. Le 1er rallye vélo du RED 72 eut lieu en 1993.

## Personnalités liées à Ruillé-sur-Loir
- Jacques Dujarié (1767-1838), curé à partir de 1803 de Ruillé-sur-Loir, fondateur des Sœurs de la Providence et des Frères de Saint-Joseph
- Maurice Ajam (1861 à Ruillé-sur-Loir - 1944), avocat, journaliste et homme politique.
- Solange Alexandre (1922-), institutrice et résistante française, l'une des fondatrices et la cheffe du maquis « Pas-de-bœuf » à Ruillé qui participe à la libération de la Touraine.